# Hans Boelsen

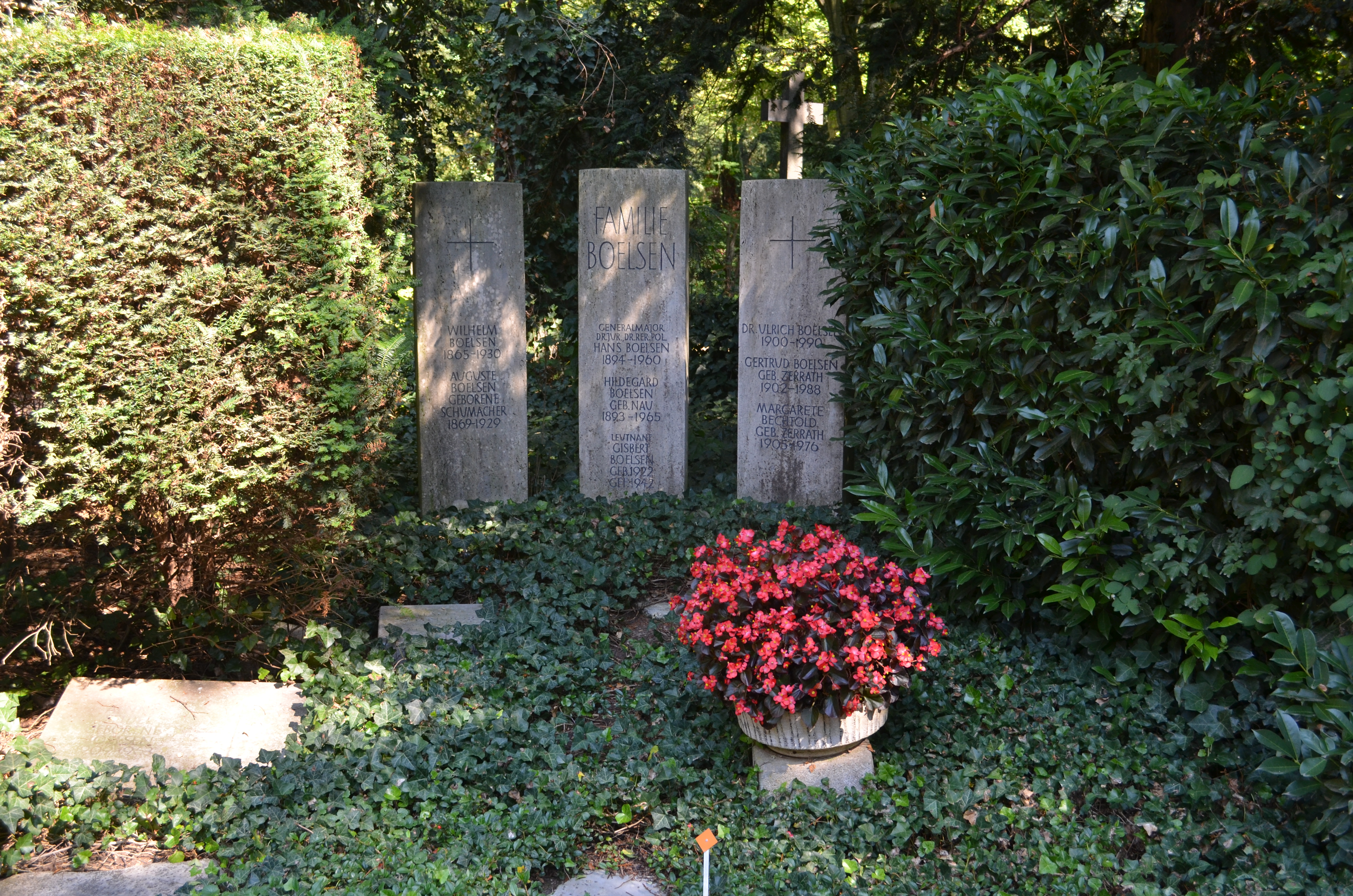
Grab von Hans Boelsen auf dem Frankfurter Hauptfriedhof

Hans Boelsen (* 6. März 1894 in Emden; † 24. Oktober 1960 in Frankfurt am Main) war ein deutscher Generalleutnant im Zweiten Weltkrieg.

## Leben
Boelsen trat während des Ersten Weltkriegs als Freiwilliger in das 2. Badische Grenadier-Regiment „Kaiser Wilhelm I.“ Nr. 110 ein. Zwei Monate später folgte seine kurzzeitige Versetzung in das 4. Badische Infanterie-Regiment „Prinz Wilhelm“ Nr. 112, bevor Boelsen am 5. Dezember 1914 als Fahnenjunker in das 10. Württembergische Infanterie-Regiment Nr. 180 kam. Im Kriegsverlauf war er mit dem Regiment ausschließlich an der Westfront zum Einsatz und fungierte dort als Zugführer. Zwischenzeitlich war Boelsen am 21. Juni 1915 mit Patent vom 19. Dezember 1913 zum Leutnant befördert worden. Als solcher wurde er am 17. Januar 1917 in das Infanterie-Regiment Nr. 476 versetzt. Dieses Regiment war mit Weisung des Württembergischen Kriegsministerium auf dem Truppenübungsplatz Münsingen neu aufgestellt worden. Nachdem das Regiment am 1. März 1917 mobil gestellt war, wurde es an die Westfront verlegt. Boelsen fungierte hier als Bataillonsadjutant sowie als Ordonnanzoffizier beim Regimentsstab. In dieser Funktion war er ab 1. August 1918 beim Stab der 242. (Württembergische) Infanterie-Division tätig. Seine Leistungen waren durch die Verleihung beider Klassen des Eisernen Kreuzes gewürdigt worden. Außerdem hatte Boelsen am 11. Januar 1918 das Ritterkreuz des Württembergischen Militärverdienstordens erhalten.
Nach Kriegsende war Boelsen vom 17. Dezember 1918 bis 2. September 1919 als Kompanie- und Zugführer beim Landesschützenkorps bzw. im Reichswehr-Schützen-Regiment 7 tätig. Anschließend wurde er zur Abwicklungsstelle des 10. Württembergischen Infanterie-Regiments Nr. 180 in Tübingen versetzt. Unter Verleihung des Charakters als Oberleutnant erhielt Boelsen am 19. Dezember 1919 seine Verabschiedung aus dem aktiven Militärdienst.
Ab 1. Oktober 1920 begann er ein Studium der Rechts- und Staatswissenschaften. Boelsen promovierte zum Dr. rer. pol. sowie zum Dr. jur. und arbeitete ab 1926 im Höheren Verwaltungsdienst und als Syndikus kommunaler Unternehmen.
Am 15. Juli 1934 trat Boelsen in die Reichswehr ein. Mit RDA vom 1. Oktober 1933 wurde er im I. Bataillon des 15. Infanterie-Regiments angestellt. Er absolvierte zunächst einen zweimonatigen Lehrgang beim Ausbildungsstab der Infanterie in Döberitz und wurde in der Folgezeit bis November 1938 als Kompaniechef in verschiedenen Regimentern verwendet. Anschließend war er als Taktiklehrer an der Kriegsschule Potsdam tätig.
Während des Zweiten Weltkriegs war Boelsen u. a. Kommandeur des Kradschützen-Bataillons 160 sowie des Panzergrenadier-Regiments 111. Neben dem Deutschen Kreuz in Gold war er am 17. September 1943 mit dem Ritterkreuz des Eisernen Kreuzes ausgezeichnet worden. Er führte ab März 1944 in der Folge zunächst die 29. Panzergrenadier-Division, dann die 26. Panzer-Division sowie die 114. Jäger-Division und war ab 10. September 1944 Kommandeur der 18. Panzergrenadier-Division. Im Juni 1944 war er für die Massaker in Onna und Filetto di Camarda verantwortlich, wurde aber nie dafür belangt. Am 4. Februar 1945 wurde Boelsen in die Führerreserve versetzt und im März 1945 noch zum Kommandeur der Division z. b. V. 172 ernannt. Ende des Monats geriet er in Kriegsgefangenschaft, aus der Boelsen am 30. Juni 1947 entlassen wurde.
Nach der Gründung der Bundeswehr war Boelsen als Zivilangestellter dort beschäftigt.
Er ist auf dem Frankfurter Hauptfriedhof (Gewann B) begraben.

## Privatleben
Sein Bruder war der Widerstandskämpfer Ulrich Boelsen, sein Sohn Helmer Boelsen war ein deutscher Sportjournalist.